# Geodia composita
Geodia composita es una especie de esponja de la familia Geodiidae. La especie fue descrita por primera vez por Ernst Bösraug en 1913. Fue encontrada en las costas de Mozambique.